# Kaakkosaari (ö i Mellersta Finland, Jämsä, lat 61,55, long 25,30)
Kaakkosaari är en ö i Finland. Den ligger i sjön Päijänne och i kommunen Kuhmois i landskapet Mellersta Finland, i den södra delen av landet, 150 km norr om huvudstaden Helsingfors. Öns area är 2,1 hektar och dess största längd är 210 meter i öst-västlig riktning.